# Rosendale (Wisconsin)
Rosendale è un comune degli Stati Uniti d'America, situato in Wisconsin, nella contea di Fond du Lac.